# Biała Turnia

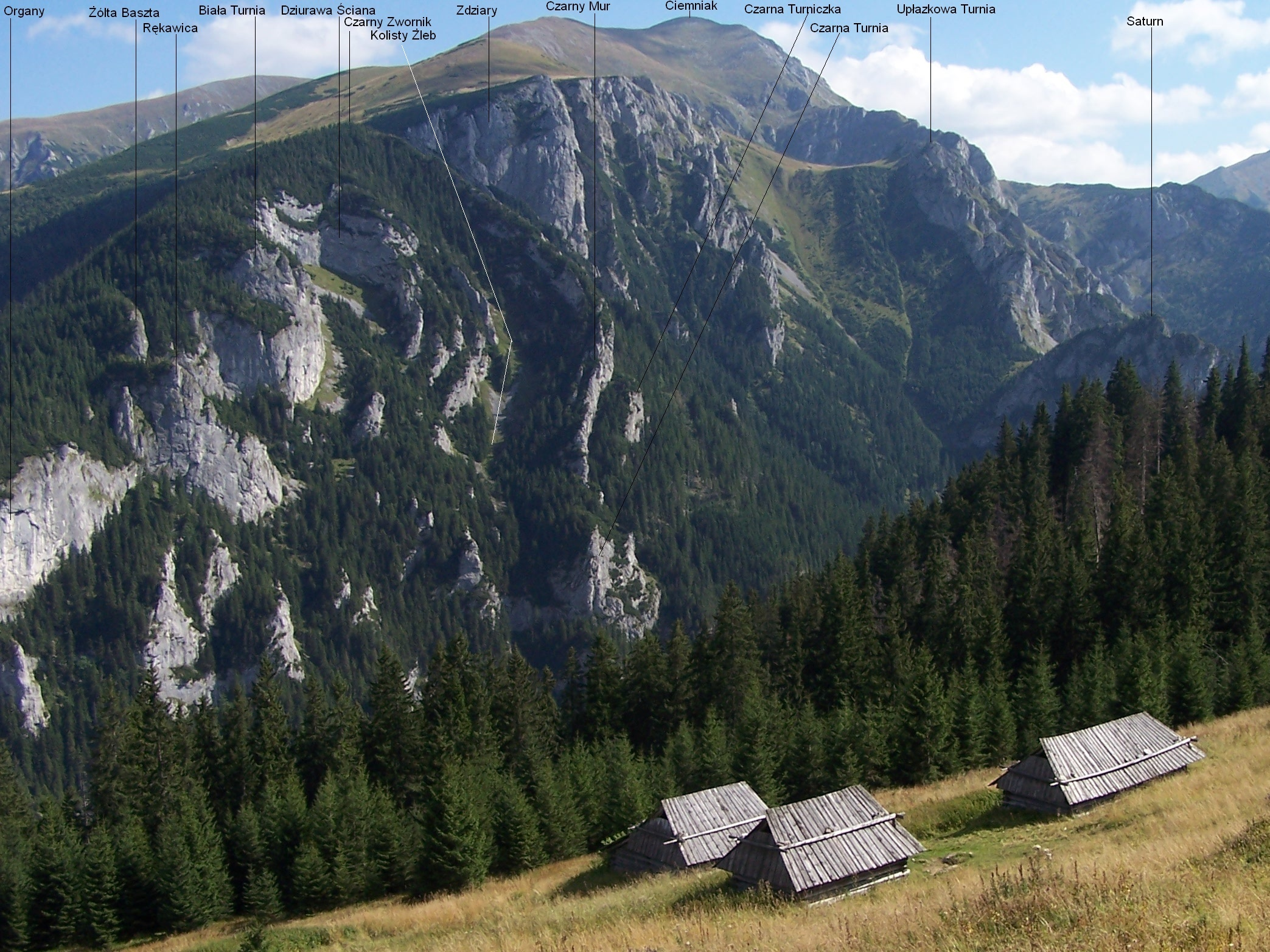
Widok z Polany na Stołach

Biała Turnia (ok. 1460 m) – turnia w północno-zachodniej grani Upłaziańskiej Kopy w Dolinie Kościeliskiej w Tatrach Zachodnich. Znajduje się w tej grani pomiędzy Dziurawą Ścianą (od której oddzielona jest Kolistym Przechodem) a Żółtą Basztą, od której oddzielona jest Mylnym Siodełkiem.
Biała Turnia oglądana z Kominiarskiego Wierchu wyglądem przypomina sześcian. Jej północno-wschodnie zbocze opada do Żlebu pod Wysranki, jest całkowicie zalesione i od tej strony na turnię można wejść bez trudności. Samą grań i wierzchołek Białej Turni porasta kosodrzewina. Natomiast w południowo-zachodnim i zachodnim kierunku, do lewej (patrząc od dołu) odnogi Kolistego Żlebu, Biała Turnia opada pionowymi ścianami. Ściana południowo-zachodnia ma wysokość 110 m i jest najwyższą ścianą w całej grani od Białego Siodełka po turnię Okręt. Ściana zachodnia jest nieco niższa i w górnej części przecina ją zarośnięty kosodrzewiną zachód. Do 1996 r. żadna z tych ścian nie została przez taterników zdobyta.